# 廣壽
廣壽（1836年—1884年9月30日），字介眉，号紹彭，布爾哈齊氏，满洲镶黄旗人。清朝官员、繙譯進士。
咸豐五年乙卯科举人，九年，登繙譯進士，改庶吉士，后任繙書房咨留房兼行。咸豐十年，任翰林院檢討、右春坊右中允。咸豐十一年，任文淵閣校理。同治元年，任實錄館纂修；次年，任實錄館黃綾本總校。同治五年，任司經局洗馬、翰林院侍講學士、公中佐領。同治六年，任日講起居注官、詹事府詹事、弘德殿行走。同治六年，以禮部侍郎銜，任內閣學士、文淵閣直閣事。同治七年，兼正黃旗漢軍副都統、正黃旗蒙古副都統、左翼監督。同治八年，任理藩院右侍郎。同治十年，任鑲紅旗滿洲副都統、繙譯會試副考官。同治十一年，任崇文門副監督。同治十二年，任刑部右侍郎、倉場侍郎。同治十三年，署鑲藍旗護軍統領，任繙譯會試正考官，署左都御史、任步軍統領。隨後升任兵部尚書、經筵講官。
光緒二年（1876年），兼署吏部尚書、刑部尚書、鑲黃旗漢軍都統、步軍統領。光緒三年，兼署鑲黃旗蒙古都統、鑲白旗滿洲都統、戶部尚書、鑲藍旗滿洲都統、鑲黃旗蒙古都統、正白旗蒙古都統。光緒四年，任實錄館正總裁，總管內務府大臣；兼署正藍旗漢軍都統、文淵閣提舉閣事、吏部尚書，派稽查京通十七倉事務。光緒五年，兼署禮部尚書。光緒六年，兼署正白旗漢軍都統、正白旗蒙古都統，稽查右翼宗學并聖訓校勘大臣。光緒七年，任吏部尚書，管理三庫大臣，并兼署禮部尚書。光緒十年，任國史館正總裁，兼管理藩院事務、咸安宮蒙古學事務。同年加太子少保。